# Hinko Smrekar
Hinko Smrekar (Ljubljana, 1883. július 13.  – Ljubljana, 1942. október 1.) szlovén
festő, grafikus, karikaturista és illusztrátor.

## Élete
Rajztehetsége már a középiskolában megmutatkozott. 1901-ben jogot kezdett tanulni az Innsbrucki Egyetemen, 1902-ben a Bécsi Egyetemen folytatta tanulmányait. Két év után abbahagyta a jogot, és a képzőművészetet választotta. Beiratkozott a Bécsi Iparművészeti Iskola rajztanári szakára. Bécsben alapító tagja volt a Veszna művészeti csoportnak. Ott ismerkedett meg Ivan Cankarral, akinek később számos könyvborítót rajzolt. 1905-ben pénzszűke miatt visszatért Ljubljanába, majd Kranjba. Maxim Gasparival Münchenbe ment és egy évig magániskolákban tanult. 1911-ben Lojze Dolinar szobrásszal tanult Bécsben.
1915-ben szerbbarátság vádjával katonák feljelentették, és a stájerországi Leibnitzbe internálták. Elmebetegséget szimulált, a scheiflingeni és grazi kórházba került. Alapos kivizsgálás után elengedték és visszatérhetett Ljubljanába, ahol rajzot tanított és független karikaturistaként dolgozott.
A második világháború elején csatlakozott az antifasiszta ellenállási mozgalomhoz, és nem rejtette véka alá hazafias nézeteit. 1941-től szatirikus rajzokat készített, éles hangú röpiratokat írt. 1942. szeptember 29-én letartóztatta egy őrjáratot tartó olasz egység. Október 1-jén tárgyalás nélkül kivégezték.

## Galéria

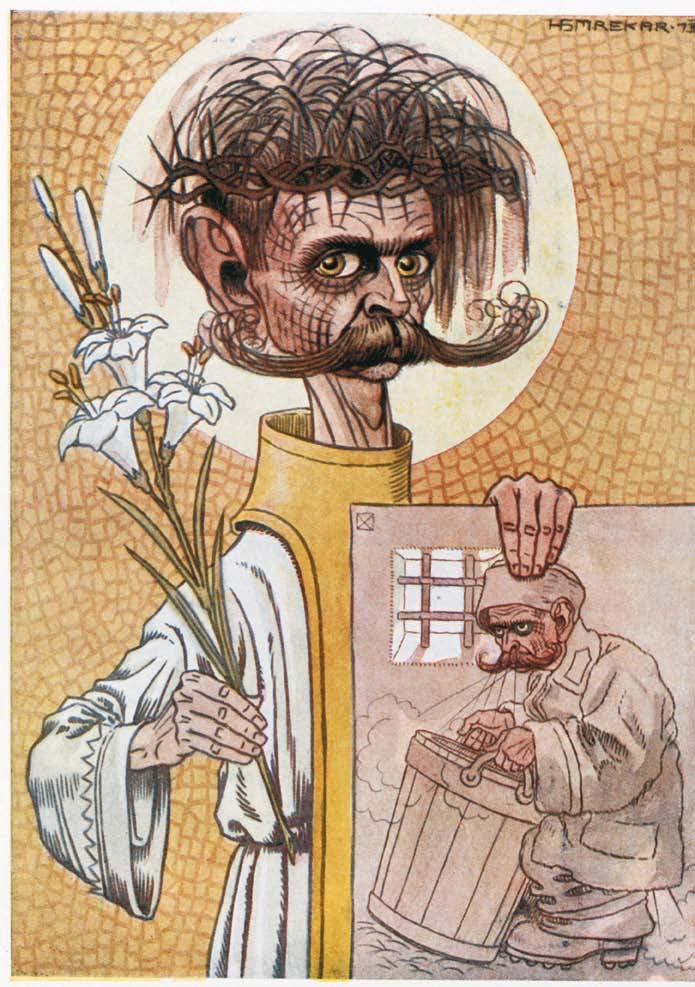
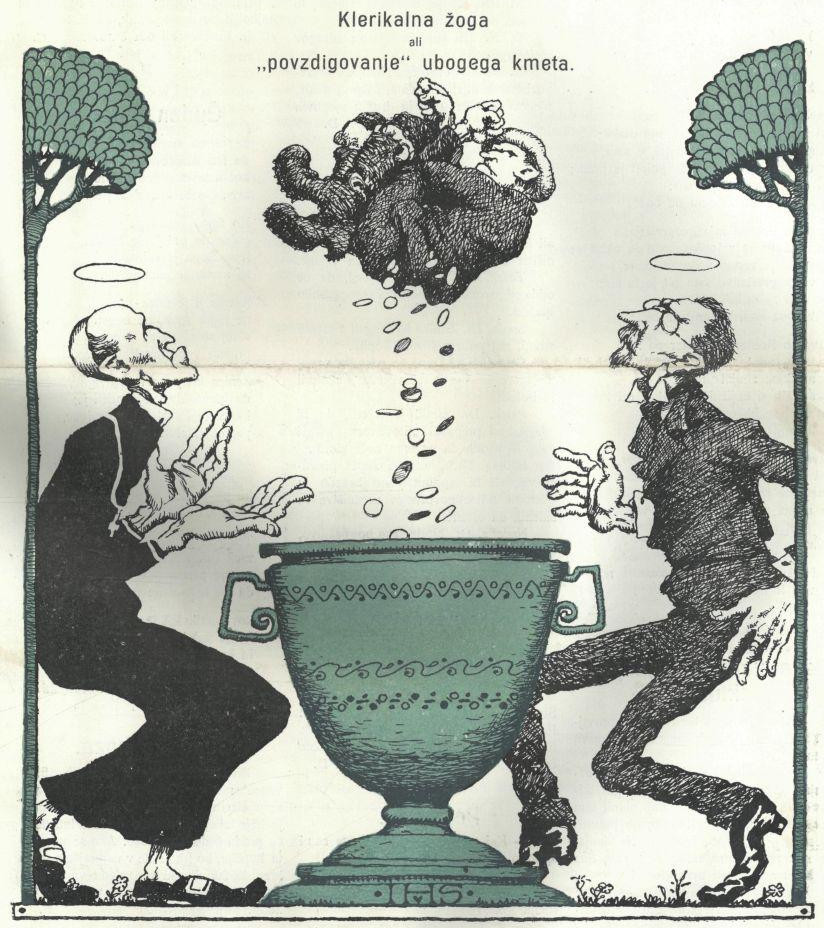
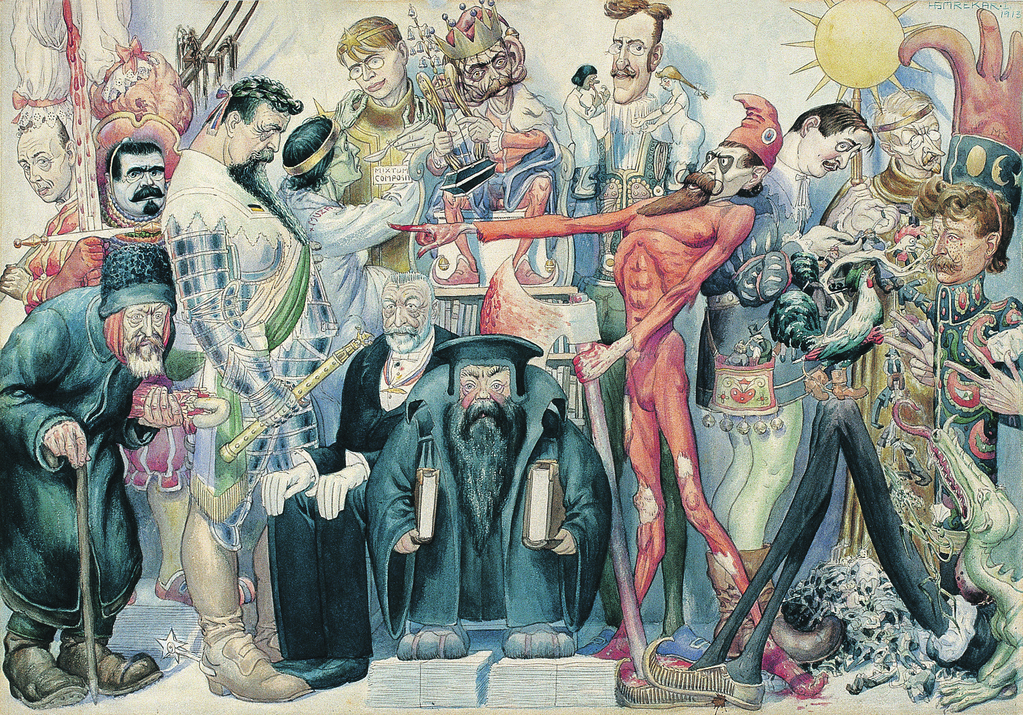
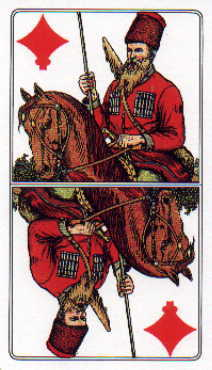